# Rallye Arctique 1978
Le Rallye Arctique 1978 (13. Marlboro Arctic Rally), disputé du 3 au 5 février 1978, est la deuxième manche du championnat d'Europe des rallyes 1978 (ERC), et la seconde manche de la Coupe FIA 1978 des pilotes de rallye.

## Classement général
| Pos | No | Pilote           | Copilote          | Voiture            | Temps           | Écart         | Groupe |
| --- | -- | ---------------- | ----------------- | ------------------ | --------------- | ------------- | ------ |
| 1   | 1  | Ari Vatanen      | Atso Aho          | Ford Escort RS1800 | 6 h 25 min 03 s |               | 4      |
| 2   | 10 | Henri Toivonen   | Martti Tiukkanen  | Chrysler Avenger   | 6 h 28 min 44 s | + 3 min 41 s  | 2      |
| 3   | 4  | Markku Alén      | Ilkka Kivimäki    | Fiat 131 Abarth    | 6 h 36 min 20 s | + 11 min 17 s | 4      |
| 4   | 40 | Kyösti Saari     | Jorma Hakanen     | Opel Kadett GT/E   | 6 h 47 min 04 s | + 22 min 01 s | 1      |
| 5   | 21 | Harri Väänänen   | Jari Laine        | Chrysler Avenger   | 6 h 52 min 32 s | + 27 min 29 s | 1      |
| 6   | 32 | Martti Heiskanen | Veli-Pekka Peteri | Ford Escort RS2000 | 6 h 53 min 55 s | + 28 min 52 s | 1      |
| 7   | 25 | Peter Geitel     | Rolf Mesterton    | Chrysler Avenger   | 6 h 54 min 47 s | + 29 min 44 s | 1      |
| 8   | 26 | Kalevi Aho       | Pekka Kaipainen   | Opel Kadett GT/E   | 6 h 58 min 01 s | + 32 min 58 s | 1      |
| 9   | 23 | Lasse Lampi      | Penti Kuukkala    | Ford Escort RS2000 | 7 h 02 min 11 s | + 37 min 08 s | 1      |
| 10  | 7  | Juha Hämäläinen  | Hannu Sarkeala    | Ford Escort RS2000 | 7 h 04 min 16 s | + 39 min 13 s | 1      |

## Hommes de tête
- Ari Vatanen -  Atso Aho (Ford Escort RS1800)
- Kyösti Hämäläinen -  Timo Putkonen (Ford Escort RS1800)

## Classement provisoire du championnat d'Europe
| Pos. | Pilote            | Marque     | Points |
| ---- | ----------------- | ---------- | ------ |
| 1    | Ari Vatanen       | Ford       | 80     |
| 2    | Henri Toivonen    | Chrysler   | 60     |
| 3    | Markku Alén       | Fiat       | 48     |
| 4    | Kyösti Saari      | Opel       | 40     |
| 5    | Harri Väänänen    | Chrysler   | 32     |
| 6    | Martti Heiskanen  | Ford       | 24     |
| 7    | Wolfgang Šulc     | Volkswagen | 20     |
| 7=   | Jean-Louis Dumont | Opel       | 20     |

- Épreuves disputées : Jänner Rallye (coefficient 1), Rallye Arctique (coefficient 4) et Boucles de Spa (coefficient 1)
- Le Rallye Arctique et les Boucles de Spa se sont déroulés simultanément.

## Classement provisoire de la Coupe FIA des pilotes
- attribution des points : 9, 6, 4, 3, 2, 1 respectivement aux six premiers de chaque épreuve. Sont retenus pour le décompte final les cinq meilleurs résultats des onze épreuves mondiales (catégorie A), les deux meilleurs résultats des cinq rallyes sélectifs du Championnat d'Europe (catégorie B) et le meilleur résultat parmi les trois autres rallyes sélectifs (catégorie C).

| Pos. | Pilote              | Marque   | Points | M-C (A) | ARC (B) | SUE (A) | SAF (A) | POR (A) | ACR (A) | SCO (B) | POL (B) | FIN (A) | NZ (C) | QUE (A) | TdF (B) | SAN (A) | GIR (C) | AUS (C) | ESP (B) | BAN (A) | COR (A) | RAC (A) |
| ---- | ------------------- | -------- | ------ | ------- | ------- | ------- | ------- | ------- | ------- | ------- | ------- | ------- | ------ | ------- | ------- | ------- | ------- | ------- | ------- | ------- | ------- | ------- |
| 1    | Jean-Pierre Nicolas | Porsche  | 9      | 9       | -       |         |         |         |         |         |         |         |        |         |         |         |         |         |         |         |         |         |
| 1=   | Ari Vatanen         | Ford     | 9      | -       | 9       |         |         |         |         |         |         |         |        |         |         |         |         |         |         |         |         |         |
| 3    | Jean Ragnotti       | Renault  | 6      | 6       | -       |         |         |         |         |         |         |         |        |         |         |         |         |         |         |         |         |         |
| 3=   | Henri Toivonen      | Chrysler | 6      | -       | 6       |         |         |         |         |         |         |         |        |         |         |         |         |         |         |         |         |         |
| 5    | Guy Fréquelin       | Renault  | 4      | 4       | -       |         |         |         |         |         |         |         |        |         |         |         |         |         |         |         |         |         |
| 5=   | Markku Alén         | Fiat     | 4      | -       | 4       |         |         |         |         |         |         |         |        |         |         |         |         |         |         |         |         |         |
| 7    | Walter Röhrl        | Fiat     | 3      | 3       | -       |         |         |         |         |         |         |         |        |         |         |         |         |         |         |         |         |         |
| 7=   | Kyösti Saari        | Opel     | 3      | -       | 3       |         |         |         |         |         |         |         |        |         |         |         |         |         |         |         |         |         |